# Побережний Юрій Андрійович
Ю́рій Андрі́йович Побере́жний (нар. 25 вересня 1966 — 2 червня 2023) — солдат Збройних сил України, учасник російсько-української війни.

## Життєвий шлях
Народився у Житомирі. Закінчив ЗОШ № 8, далі навчався у ПТУ № 5 в 1982—1985 рр. на професії столяр (будівельний), тесляр. Закінчив навчання достроково, у зв'язку з призовом до армії.

Юрій Побережний служив у лавах ЗСУ з березня 2022 року. До війни працював автомалярем. Під час служби — польовим кухарем.
«Ніколи не казав, що щось погано. Намагався жити, як всі нормальні люди. Ніколи ні у кого не вкрав, ніколи не казав, що чогось потребує. 10 ракет прилетіло по них. І все. Служив як всі і загинув», — розповідав брат Юрія, Олег Побережний.
Загинув 2 червня 2023 року під час обстрілу, під Чугуєвом, Харківська область
Поховали Юрія Побережного на Смолянському військовому кладовищі 7 червня 2023 року.

## Нагороди
Указом Президента України № 467/2023 від 28 липня 2023 року, нагороджений орденом «За мужність» ІІІ ступеня посмертно